# Guerra polacco-cecoslovacca
La guerra polacco-cecoslovacca, nota anche principalmente nelle fonti ceche come guerra dei sette giorni (in ceco Sedmidenní válka), fu un breve conflitto che coinvolse, tra il 23 e il 30 gennaio 1919, la Seconda Repubblica di Polonia e la Prima Repubblica Cecoslovacca, durante i convulsi eventi del periodo immediatamente successivo alla prima guerra mondiale.
Questo conflitto nacque a seguito del vuoto di potere lasciato dalla caduta dell'Impero austro-ungarico nell'Europa centrale, a causa della sconfitta nella prima guerra mondiale. Fin dal primo momento le relazioni tra i nuovi paesi emergenti, tra cui Polonia e Cecoslovacchia, furono tese a causa delle rivendicazioni territoriali reciproche, con conseguenti piccoli conflitti armati di assestamento.
La guerra iniziò con un attacco a sorpresa delle forze cecoslovacche, intenzionate ad approfittare dell'impegno dei polacchi nella dispendiosa guerra con l'Ucraina: superiori in numero, i cecoslovacchi riuscirono in breve tempo a impossessarsi dell'intera regione contesa della Slesia di Cieszyn, anche se loro ulteriori avanzate furono impedite dall'intervento delle grandi potenze alleate. Dopo un primo cessate il fuoco negoziato ai primi di febbraio, la contesa tra Polonia e Cecoslovacchia venne poi risolta dalla Conferenza di Spa del luglio 1920.

## Antefatti
Nel corso degli ultimi giorni della prima guerra mondiale, delegati diplomatici di Polonia e Cecoslovacchia si incontrarono per demarcare il confine comune tra le due nazioni; entro l'11 novembre 1918, giorno dell'armistizio di Compiègne e della fine della guerra, la maggior parte del confine era stata delimitata con precisione, con l'eccezione di tre aree politicamente sensibili nelle regioni dell'Alta Slesia e dell'Alta Ungheria che erano rivendicate tanto dai polacchi quanto dai cecoslovacchi.
Una delle zone contese era la cosiddetta "Slesia di Cieszyn" o ducato di Teschen (in polacco Śląsk Cieszyński, in ceco Těšínské Slezsko), che costituiva una piccola zona della Slesia sud-orientale. Il Ducato faceva parte delle storiche terre ceche della Corona boema - Corona di San Venceslao (nato Václav). Il latino, il tedesco, il ceco, il moravo e infine il polacco furono la lingua ufficiale della regione, tuttavia nel corso dei secoli molte fonti storiche hanno suggerito che la popolazione locale sia rimasta per lo più di lingua polacca nella forma del dialetto slesiano di Cieszyn, indipendentemente dalla lingua ufficiale. L'ultimo censimento austro-ungarico del 1910, il quale attribuiva le varie nazionalità in base alla principale lingua parlata dall'intervistato, mostrava una predominanza di genti parlanti il polacco nei tre distretti di Cieszyn, Bielsko e Fryštát (Freistadt), mentre nel distretto di Frýdek prevalevano i parlanti il ceco; la stessa città di Cieszyn era invece abitata in maggioranza da parlanti il tedesco, mentre una parte della popolazione rivendicava una distinta identità "slesiana".
La principale importanza strategica della Slesia di Cieszyn era data dai ricchi giacimenti di carbone attorno Karviná, oltre alla linea ferroviaria della Kaschau-Oderberger Bahn che collegava le "Terre ceche" alla Slovacchia; inoltre, nel nord-ovest della regione sorgeva il nodo ferroviario di Bohumín, che costituiva un passaggio obbligato per diverse linee di trasporto internazionali. I leader della Cecoslovacchia avevano insistito con la massima forza sull'indivisibilità delle ex terre della corona austriaca di Boemia, Moravia e Slesia e la loro riluttanza a scendere a compromessi sulla Slesia di Cieszyn era principalmente dovuta al loro desiderio di mantenere la regione dei Sudeti in Cecoslovacchia. Consentire alla Slesia di Cieszyn di unirsi alla Polonia perché aveva una maggioranza polacca avrebbe creato un precedente all'adesione dei Sudeti di lingua tedesca alla Germania e fu in gran parte per questo motivo il governo cecoslovacco insistette sul fatto che tutto l'ex Ducato di Teschen facesse parte della Cecoslovacchia. L'argomento ceco era che i polacchi non erano locali ma una popolazione in arrivo e che la popolazione indigena era stata ceca. Sostenevano che i polacchi fossero immigrati attratti dall'occupazione nelle miniere di carbone per tutto il XVIII secolo. Tali affermazioni non vennero confermate dai censimenti della popolazione austriaca per tutto il XIX secolo. L'afflusso di polacchi dalla Galizia era diretto principalmente ad Ostrava e dintorni, che si trovano al di fuori della Slesia di Cieszyn. Inoltre, il movimento nazionale polacco nella regione era attivo sin dalla primavera dei popoli nel 1848, mentre l'afflusso dei polacchi galiziani iniziò negli anni '70 dell'Ottocento.
Il 5 novembre 1918 i delegati polacchi e cechi conclusero un accordo per stabilire una linea di demarcazione provvisoria a scopo militare e amministrativo e divisero la regione secondo le linee etniche; il distretto di Frýdek e una piccola porzione del distretto di Fryštát vennero dati ai cechi, mentre il resto della regione andò alla Polonia. La situazione rimase più o meno stabile fino all'inizio del gennaio 1919: in vista delle elezioni parlamentari polacche previste per il 26 gennaio, vennero approntati preparativi elettorali anche nelle zone della Slesia di Cieszyn assegnate alla Polonia; i cecoslovacchi obiettarono che le elezioni non si sarebbero dovute svolgere nell'area contesa, dato che la delimitazione delle aree era solo provvisoria enon avrebbe dovuto essere esercitata nessuna forma di sovranità in nessuna delle parti della Slesia di Cieszyn. La richiesta venne tuttavia rigettata dai polacchi e, a seguito di ciò, i cecoslovacchi decisero di risolvere la questione con la forza.

## Forze in campo

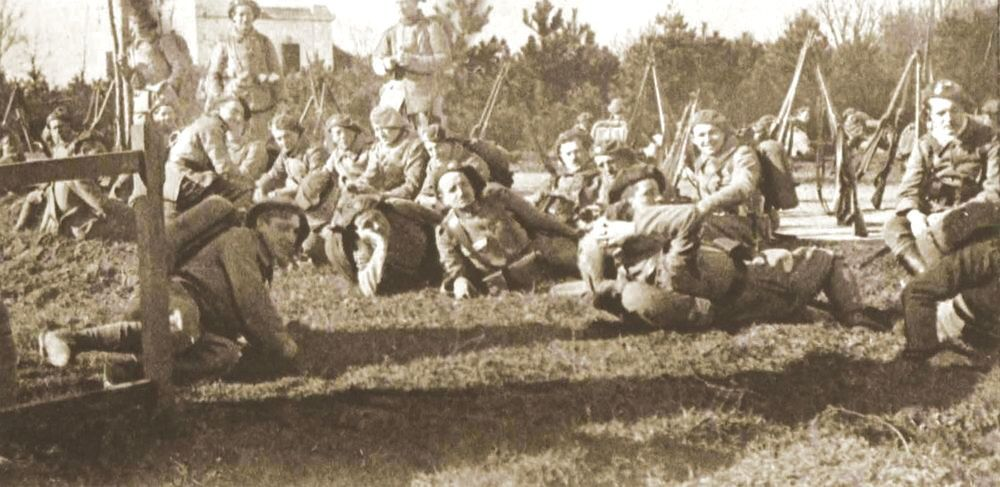
Legionari cecoslovacchi dalla Francia nella Slesia di Cieszyn

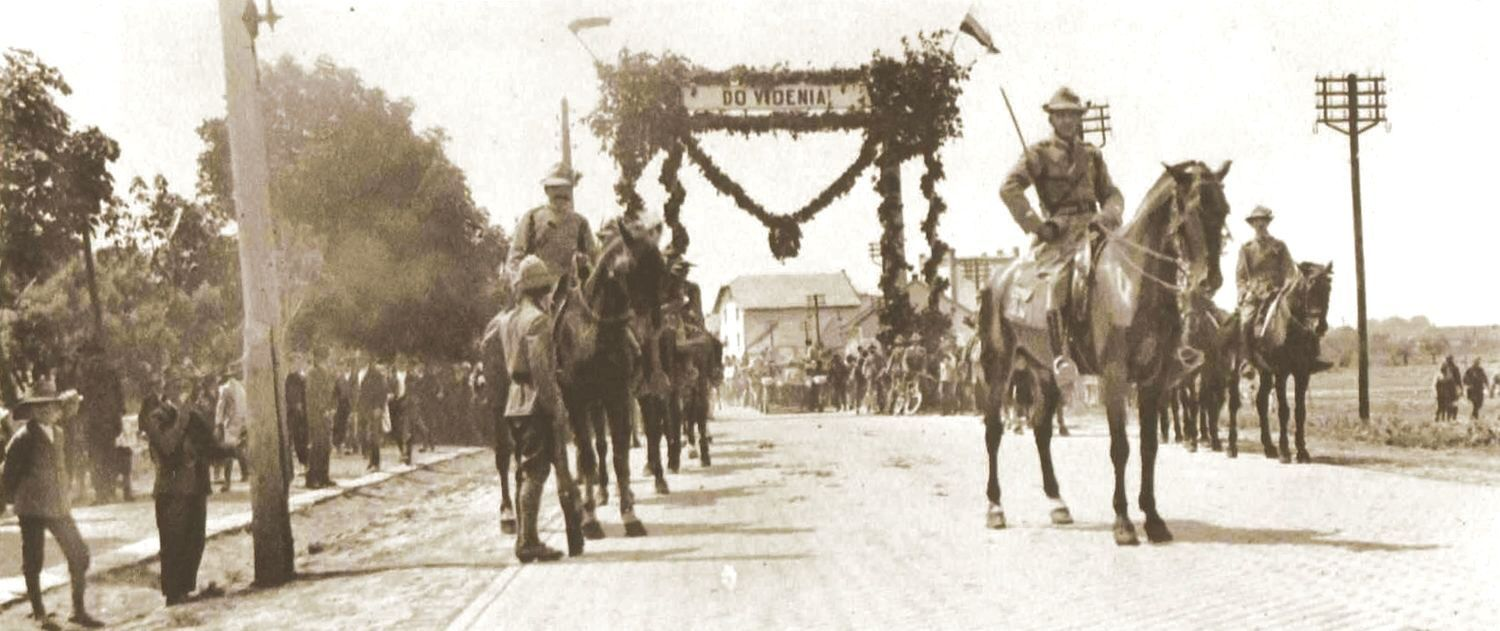
Legionari cecoslovacchi dall'Italia nella Slovacchia settentrionale in marcia verso la Slesia di Cieszyn

Al comando del colonnello Josef Šnejdárek, le forze militari cecoslovacche dislocate nella Slesia di Cieszyn si componevano di tre battaglioni del 21º Reggimento fucilieri della Francia, del 54º Battaglione di Olomouc, del 93º Battaglione di Fryštát, di un battaglione di volontari da Bohumín e di uno da Orlová. Integravano queste forze le milizie locali della "Guardia Nazionale", ammontanti ad altri 5 000 uomini. Nel nord-ovest della Slovacchia si trovavano altre forze pronte a muovere in rinforzo, tra cui il 35º Reggimento legionari arruolato dal Regno d'Italia, guidato dal colonnello Grasselli, poi rinforzato dal Reggimento fucilieri della Legione sempre arruolato ed equipaggiato dagli italiani. Nel corso del conflitto si unì alle forze di Šnejdárek anche la recentemente formata 2ª Brigata fanteria, composta da sei battaglioni di fanteria, due batterie di artiglieria e uno squadrone di cavalleria.
L'esercito cecoslovacco venne ulteriormente rafforzato dal 1º Battaglione del 28º Reggimento fanteria, dal 1° Btn. del 3° Reg. Fanteria, dal 2° Btn del 93° Reg. Fanteria e da 5 battaglioni di volontari.
Le forze polacche, comando del colonnello Franciszek Latinik, erano più deboli delle loro controparti cecoslovacche: dopo la conclusione della prima guerra mondiale la Polonia era impegnata in battaglie e scaramucce con tutte le nazioni con cui confinava e al tempo della disputa con i cecoslovacchi il grosso dell'esercito polacco era impegnato nella sanguinosa guerra polacco-ucraina nella Galizia orientale. Le truppe polacche al confine con la Cecoslovacchia ammontavano a cinque battaglioni di fanteria supportati da quattro compagnie autonome di mitragliatrici, un plotone di cavalleria e una batteria di artiglieria; altre forze comprendevano all'incirca 550 membri della gendarmeria e circa 6 500 miliziani reclutati tra i polacchi locali (stima ceca).

## La guerra

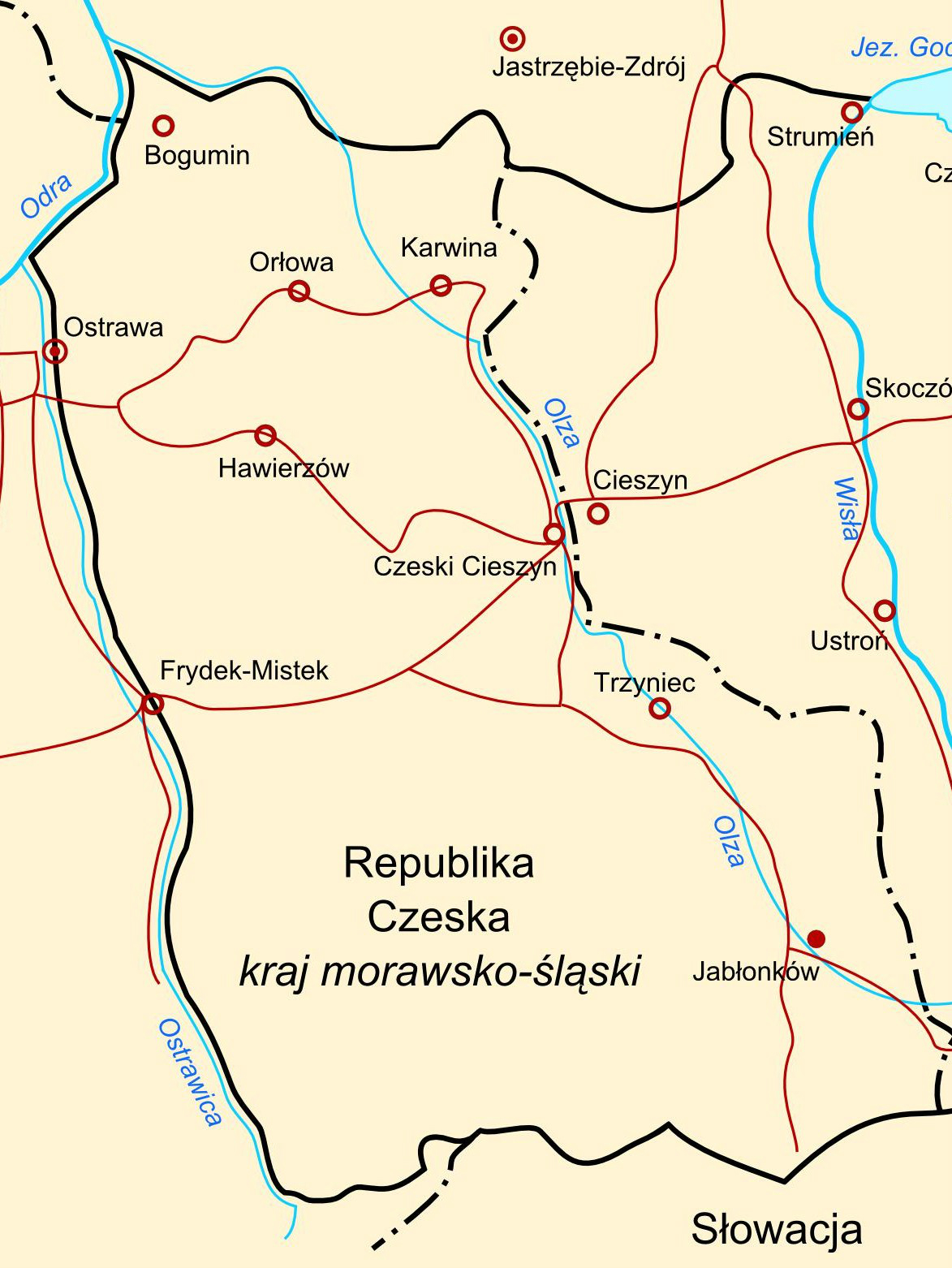
Carta della Slesia di Cieszyn; la linea tratteggiata indica il nuovo confine stabilito dalla conferenza di Spa

Alle 11:00 del 23 gennaio 1919, su richiesta dei cecoslovacchi, i due comandanti delle forze contrapposte Latinik e Šnejdárek s'incontrarono con una delegazione internazionale composta da rappresentanti britannici, francesi, italiani e statunitensi; ai polacchi venne consegnato un ultimatum che imponeva loro di ritirarsi dietro il fiume Biała entro due ore. Trascorso inutilmente il termine dell'ultimatum, le forze cecoslovacche mossero quindi alle 13:00 in direzione di Bohumín e Karviná; da est, nel frattempo, altre truppe delle Legioni "italiane" muovevano dalla Slovacchia. Le città di Bohumín, Orlová e Karviná vennero occupate entro le 16:00, mentre le deboli forze polacche dislocate nei dintorni di Cieszyn ripiegarono verso nord-est alla volta del corso della Vistola; per evitare di rimanere accerchiati, il 26 gennaio i polacchi evacuarono la stessa Cieszyn ed entro il giorno seguente l'intera regione era stata occupata dai cecoslovacchi senza combattere; Latinik stabilì una linea difensiva lungo la Vistola da Strumień a nord a Ustroń a sud, al fine di impedire ai cecoslovacchi di avanzare alla volta di Bielsko-Biała e Żywiec.
Il 28 gennaio duri scontri presero vita nelle vicinanze di Skoczów, e dopo aver opposto un'ostinata resistenza le truppe polacche si ritirarono alla volta di Ustroń e Drogomyśl; per il 30 gennaio i cecoslovacchi avevano sfondato le linee polacche nella zona di Strumień. Quello stesso 30 gennaio Šnejdárek ricevette l'ordine di forzare il corso della Vistola e mettere in sicurezza la linea ferroviaria tra Bohumín e Jablunkov; i cecoslovacchi attraversarono con successo il fiume e i polacchi si asserragliarono all'interno dell'abitato di Skoczów, dove la linea del fronte si arrestò. Nuove unità di rinforzo si aggiunsero alle truppe di Šnejdárek, dando ai cecoslovacchi un netto vantaggio sui polacchi; un attacco in forze contro la stessa Skoczów era in fase di preparazione, mossa che avrebbe portato al collasso di tutte le difese polacche.
Il 31 gennaio, tuttavia, dopo forti pressioni in tal senso da parte dei rappresentanti delle grandi potenze, l'attacco su Skoczów venne annullato e i cecoslovacchi proclamarono un cessate il fuoco. Per il 3 febbraio venne raggiunto un accordo sui confini tra Polonia e Cecoslovacchia grazie alla mediazione delle grandi potenze e le truppe cecoslovacche iniziarono a ripiegare sulla nuova linea di demarcazione ("linea verde") stabilita dall'accordo.

## Conseguenze
Il conteso territorio della Slesia di Cieszyn venne posto sotto controllo internazionale in vista di un plebiscito tra le popolazioni della regione per deciderne l'assegnazione; violenze e intimidazioni reciproche impedirono lo stabilirsi di un'atmosfera abbastanza serena per far svolgere il plebiscito e la decisione finale sulla spartizione della regione venne quindi raggiunta dai rappresentanti delle grandi potenze il 28 luglio 1920 nel corso della Conferenza di Spa: la linea ferroviaria che connetteva le Terre ceche alla Slovacchia e tutto il territorio a sud di essa venne assegnato alla Cecoslovacchia, mentre il territorio a nord della ferrovia andò alla Polonia.
Ai polacchi venne assegnata meno di metà della regione (1002 km² su 2222 km²) e circa un terzo della popolazione totale (142 000 su 435 000 abitanti). La Cecoslovacchia ottenne i distretti di Fryštát e Frýdek, la maggior parte del distretto di Cieszyn e la sua stazione ferroviaria (ma non la città di Cieszyn, rimasta ai polacchi), la città e le miniere di carbone di Karviná, la città di Třinec con le sue fabbriche e la linea ferroviaria tra Bohumin e Jablunkov.
Circa 140 000 polacchi rimasero dal lato ceco del confine in quella che venne definita "Zaolzie" ("terra al di là del fiume Olza" in polacco), e il possesso della regione rimase a lungo motivo di attrito tra Polonia e Cecoslovacchia. Approfittando degli eventi della "crisi di Monaco" e della cessione dei Sudeti alla Germania nazista da parte della Cecoslovacchia, il 30 settembre 1938 la Polonia intimò con ultimatum al governo cecoslovacco la cessione della regione contesa, richiesta che venne accolta il giorno successivo; la Zaolzie rimase ai polacchi fino all'ottobre 1939, quando a seguito degli eventi della campagna di Polonia venne invasa e annessa alla Germania nazista. Al termine della seconda guerra mondiale l'area venne restituita alla Cecoslovacchia ed è oggi parte della Repubblica Ceca.

## Crimini di guerra
Il 26 gennaio, le forze cecoslovacche uccisero 20 prigionieri di guerra polacchi nel villaggio di Stonava, come documentato da foto. Secondo alcune fonti, vennero uccisi con la baionetta. Un monumento è stato eretto in loro memoria a Stonava. Secondo le affermazioni polacche, un numero imprecisato di prigionieri di guerra polacchi venne ucciso anche nel villaggio di Bystřice e un certo numero di civili uccisi a Karviná. Diverse migliaia di persone vennero costrette a fuggire in Polonia, che tornò nel 1938 con l'annessione polacca di Zaolzie e a sua volta iniziò a vendicarsi della popolazione ceca locale. C'è un monumento in Orlová, che commemora le vittime ceche della guerra.

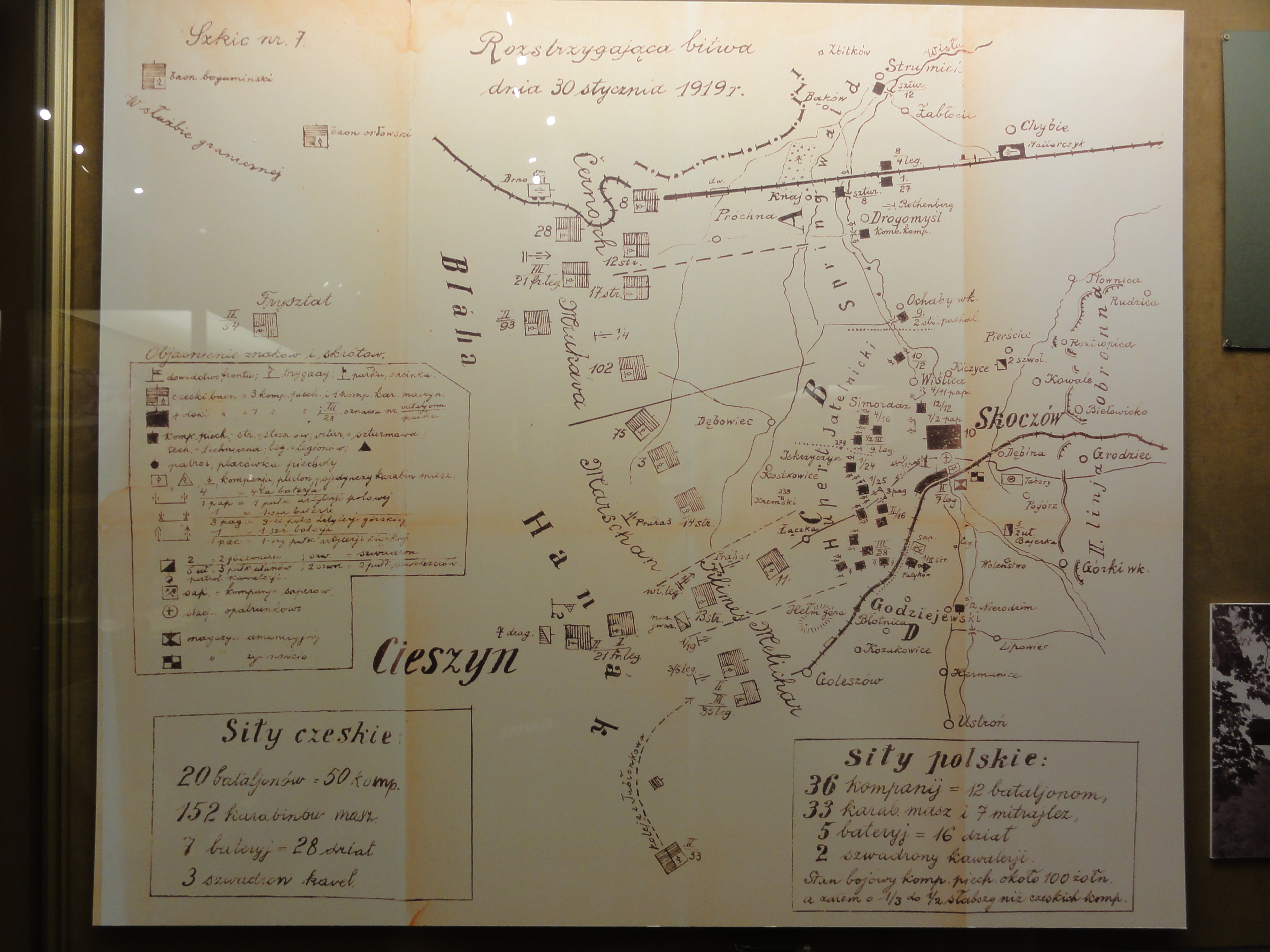
La battaglia di Skoczów
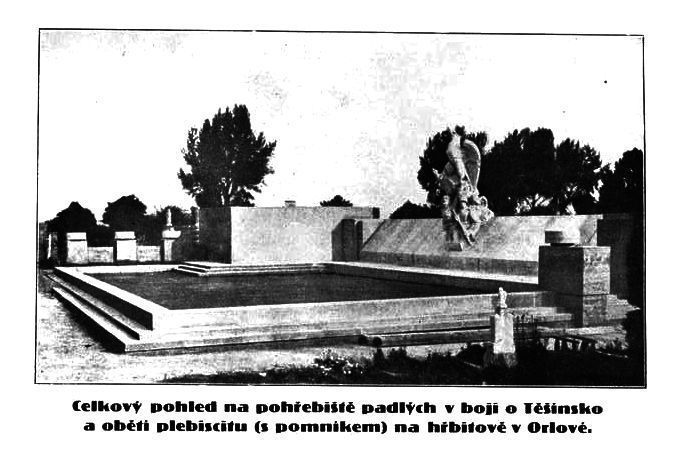
La forma originale del monumento a Orlová, che commemora le vittime cecoslovacche
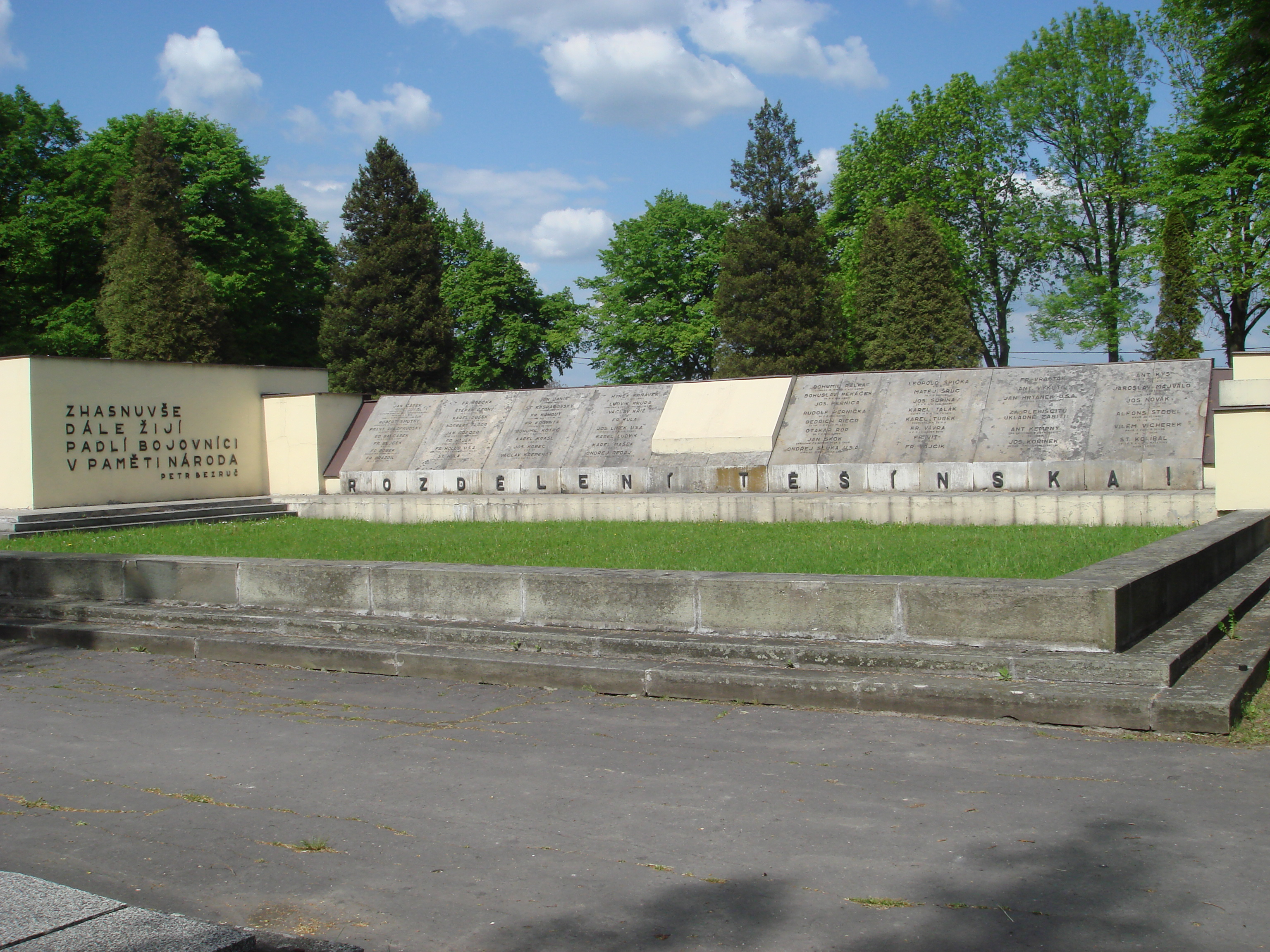
La forma attuale del monumento a Orlová, che commemora le vittime cecoslovacche
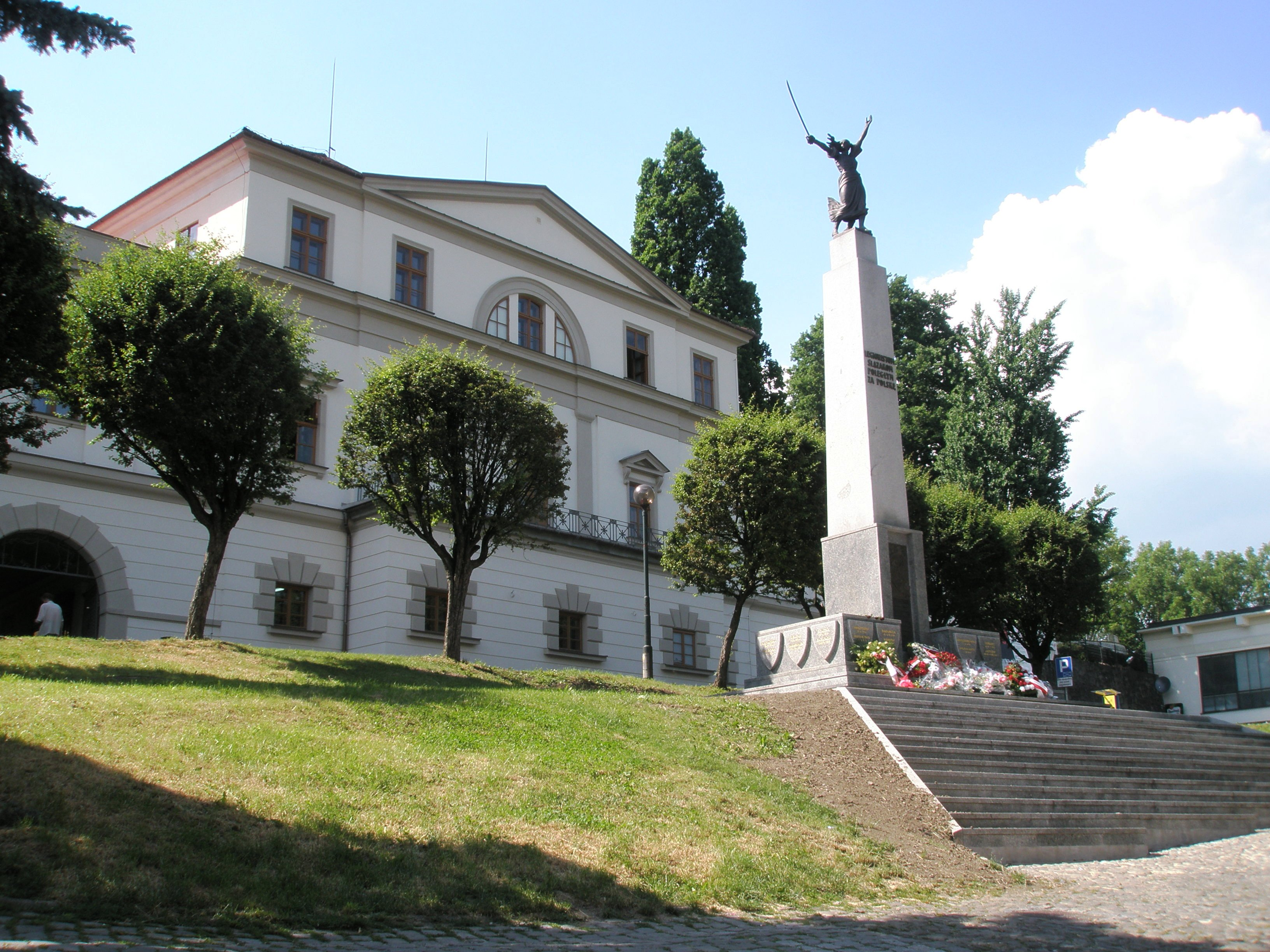
Memoriale dei legionari slesiani polacchi a Cieszyn
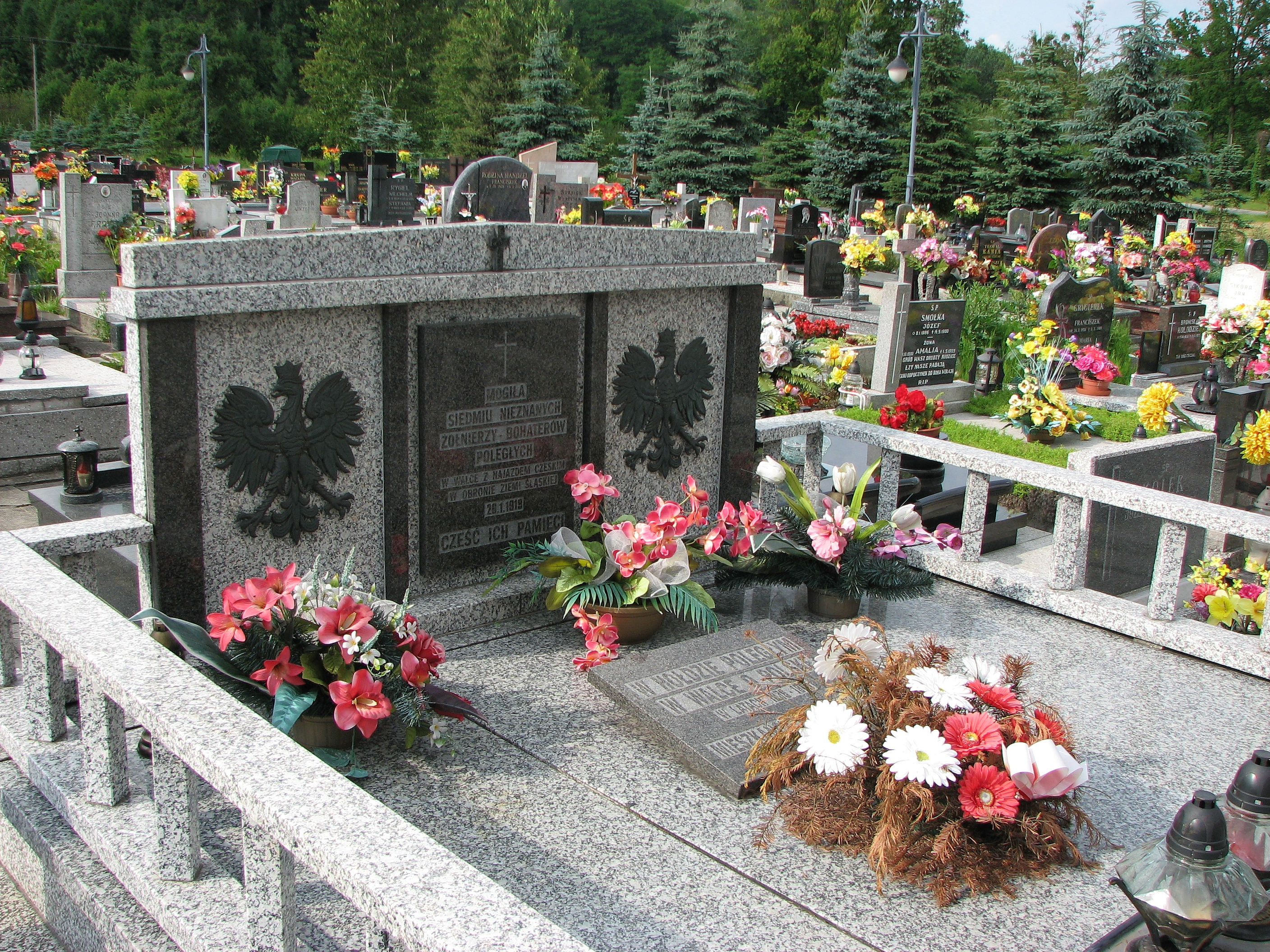
Monumento alle vittime polacche a Zebrzydowice
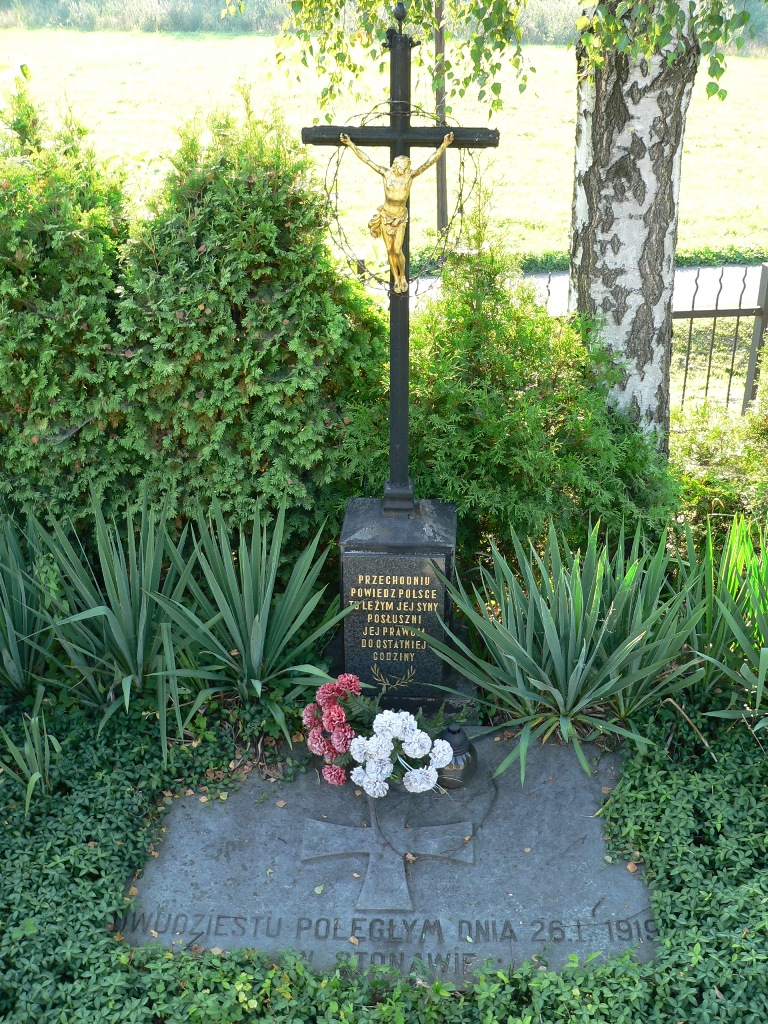
Tomba di 20 soldati polacchi uccisi dai legionari cechi il 26 gennaio 1919 a Stonava